# Чёрная (приток Енисея)
Чёрная — река в Туруханском районе Красноярского края, правый приток Енисея.
Протекает по восточной окраине Западно-Сибирской равнины. Длина реки — 71 км, площадь водосборного бассейна — 450 км². Вытекает из безымянного тундрового озера, течёт в общем направлении на юго-запад. Собственные названия имеют три притока Чёрной: правые ручьи Тундровый и прямой и левый — Олений.
Впадает в Игарскую протоку Енисея в 3 км юго-восточнее Игарки, на расстоянии 702 км от устья.
По данным государственного водного реестра России относится к Енисейскому бассейновому округу.